# Owen Shoals
Die Owen Shoals ist ein Gebiet aus Untiefen im Archipel Südgeorgiens. Diese Untiefen liegen 4 km nordwestlich des nordwestlichen Ausläufers von Bird Island.
Das UK Antarctic Place-Names Committee benannte das Gebiet 1964 nach dem Schiff HMS Owen, mit dem es zwischen 1960 und 1961 vermessen worden war.